# Нейраминовая кислота
Нейраминовая кислота (от греч. νεύρο — жила, нерв и  англ. amino — аминогруппа-NH2) — органическое соединение, углевод, 5-амино-3,5-дидезокси-D-глицеро-D-галакто-нонулозоновая кислота — представляет собой производное кетононозы, содержащее 9 атомов углерода. Кетонная группа находится рядом с карбоксильной, образуя основу — нонулозоновую кислоту. В последней в 3-м положении гидроксильная группа заменена на атом водорода, а в 5-м на аминогруппу.
Нейраминовая кислота встречается в природе в свободном состоянии только в спинномозговой жидкости, но многие из её производных широко распространены в тканях животных и бактерий, особенно в составе гликопротеинов и ганглиозидов. В качестве структурного компонента она входит в состав олигосахаридов молока, мукополисахаридов и т. д. N- или О-замещённые производные нейраминовой кислоты известны под общим названием сиаловые кислоты, преобладающая форма в клетках млекопитающих обычно — N-ацетилнейраминовая кислота.
Название «нейраминовая кислота» было введено немецким учёным Э. Кленком в 1941 году. Названа в честь липида, содержащегося в мозгу, из которого она и была выделена в качестве продукта гидролиза.
Биосинтез нейраминовой кислоты протекает с участием производных гексозаминов и пировиноградной кислоты.
При некоторых патологических состояниях (рак, туберкулёз, психические заболевания, активная фаза ревматизма) содержание нейраминовой кислоты в жидкостях и тканях организма резко возрастает. Нейраминовая кислота в составе гликолипидов принимает участие в связывании некоторых вирусов и нейротоксинов в организмах животных. Содержащие нейраминовую кислоту мукопротеиды играют роль в различных иммунных реакциях, в частности с вирусом гриппа. Разрушение нейраминидазой нейраминовой кислоты, входящей в состав поверхностных рецепторов клеток слизистых оболочек, способствует проникновению микробов в ткани.